# Фръцилия (1901 – 1903)
Вижте пояснителната страница за други значения на Фръцилия.
„Фръцилия“ (на румънски: Frățilia, в превод Братство) е месечно арумънско списание, издавано отначало в Битоля и Букурещ, после в Солун. Подзаглавието е Арумънско списание (Revistă aromânească).
Първоначално е издавано в Битоля и Букурещ в периода февруари 1901 – февруари 1902 година. Редакционният комитет е в състав Нуши Тулиу, Перикле Папахаджи, Петру Вулкан.
След кратко прекъсване издаването е подновено в Солун в периода 1 януари – 1 март 1903 година. В Солун е издавано от комитет в състав Бацария (директор), Флория Капсали, Йон Чюмети, Стерие Г. Чюмети, Константин С. Константе, Нуши Тулиу, Николае Папахаджи, Петру Вулкан, Николае Тачит, Филип Миша, Наум Маймука, Константин Космеску, Екатерина М. Димоние.
Публикува поезия, белетристика, популярните анекдоти, статии и студии за аромънската история и цивилизация.